# Автострада А4 (Італія)
Автострада A4 або Сереніссіма — це автомагістраль, яка з'єднує Турин і Трієст через Мілан і Венецію. Місто Венеція (точніше, Местре, яке є «сухопутною» частиною Венеції) спочатку було вузьким місцем на A4, але тепер його оминає Пассанте ді Местре (старий маршрут через Местре був перенумерований на A57). A4 проходить на північ від Мілана, де проїзд безкоштовний.

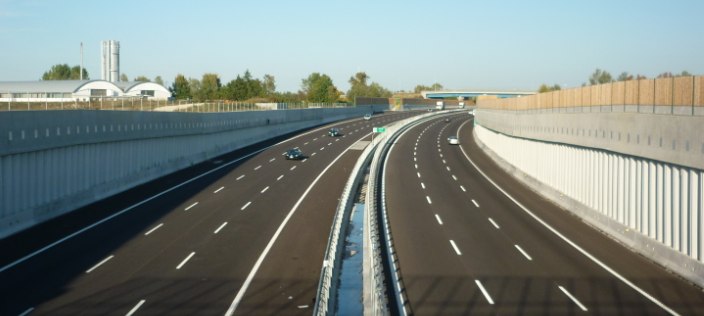
Пассанте ді Местре

Через різні компанії, які керують різними частинами автомагістралі, її часто називають утвореною п’ятьма ділянками: Турин – Мілан, Мілан – Брешія, Брешія – Падуя, Падуя – Венеція та Венеція – Трієст. Оскільки вона пролягає через всю П’янура-Падана, яка є густонаселеною та високоіндустріалізованою територією, А4 є однією з найбільш завантажених автомагістралей Італії.
A4 — це автомагістраль з двома проїжджими частинами та шістьма смугами руху на більшій частині своєї довжини. З 30 вересня 2007 року на ділянці між платними воротами Мілан схід і Бергамо є восьмисмугова автомагістраль. Ділянка від Венеції до Трієста все ще є чотирисмуговою автострадою, але планується модернізувати цю ділянку автомагістралі до шести смуг.

## Оператори
- Турин – Мілан: SATAP
- Мілан – Брешія: Autostrade per l'Italia (дочірня компанія Atlantia)
- Брешія – Падуя: A4 Holding (дочірня компанія Abertis)
- Падуя – Венеція: Concessioni Autostradali Venete (з 2009; спільне підприємство ANAS і регіону Венето)
- Венеція – Трієст: Autovie Venete

## Пассанте ді Местре

Маршрут "Пассанте ді Местре" (позначений синім кольором) і система автострад Венеція-Местре

Пассанте ді Местре — частина автомагістралі A4, відкрита для руху 8 лютого 2009 року. Метою маршруту є зменшення обсягу автомобільного та вантажного транспорту, що проходить через Местре (материкова частина Венеції), щоб дістатися до немісцевих пунктів призначення, таких як Австрія, Словенія та інші країни Східної Європи.
Новинка включає три смуги руху плюс одну аварійну. Кожна смуга має 3,75 метри, за винятком аварійної смуги, яка має лише 3, а загальна протяжність нової ділянки автомагістралі становить 32,3 км.

## Основні міста
A4 Проходить через Турин, Сеттімо-Торинезе, Новару, Кузано-Міланіно, Чинізелло-Бальсамо, Монцу, Бергамо, Брешію, Верону, Віченцу та Падую.